# いしかりバーガー
いしかりバーガー（いしかりバーガー）とは、北海道石狩市のご当地バーガーのことである。

## 概要
飲食店が独自に開発し「オリジナルバーガー」と藤女子大学の学生が開発した「統一バーガー」の2種類に分かれる。「統一バーガー」はバンズに石狩産の小麦「春よ恋」を、パティに厚田産の高級ブランド豚肉「望来豚」と道産牛の合挽を、具材に浜益産のタコの足を使用するなどが定義づけられている。石狩市内の飲食店や食堂で販売されている。